# Ramil Guliyev
Ramil Guliyev (Bakú, 29 de maig de 1990) és un atleta turc. És velocista. Nascut a l'Azerbaidjan i naturalitzat el 2011, Guliyev es converteix en el primer atleta turc a rebre una medalla d'or, en un campionat del món en 200 m. amb 20.9 en la versió XVI del Campionat mundial.